# Charlotte di Calypso
Charlotte Di Calypso (ur. 9 grudnia 1990 roku) – francuska modelka pochodzenia włoskiego.
W 2005 roku wzięła udział we francuskiej edycji konkursu Elite Model Look agencji Elite. Zajęła pierwsze miejsce. Nagrodą był kontrakt z paryskim oddziałem agencji Elite. Wkrótce po konkursie została twarzą domu mody Chanel. Niedługo potem podpisała międzynarodowe kontrakty z agencjami w: Mediolanie, Nowym Jorku i Kopenhadze. Na wybiegu oprócz kolekcji Chanel prezentowała również kreacje takich domów mody jak: Hermès, Kenzo, Miu Miu, Prada, Calvin Klein, Dolce & Gabbana, Emporio Armani, Christian Dior, Christian Lacroix, Valentino, Alexander McQueen, Donna Karan i Emanuel Ungaro. Wzięła udział w kampaniach reklamowych m.in. Chanel i Ralpha Laurena.